# Прадебони (Кунео)
Прадебони је насеље у Италији у округу Кунео, региону Пијемонт.
Према процени из 2011. у насељу је живело 32 становника. Насеље се налази на надморској висини од 872 м.